# Пандорина седефица
Пандорина седефица (лат. Argynnis pandora) лептир је из породице шаренаца (лат. Nymphalidae).

## Опис
Дужина предњег крила мужјака од базе до апекса износи 32-40 мм. Основна боја горње стране крила је браон са црним спотовима. У боји доње стране задњих крил доминира зелена, а на доњој страни предњих крила типична је црвена основа са црним спотовима. Црвена боја није изражена једино у пределу екоплохе. У грађи гениталног апарата мужјака типичан је uncus развијен у форми петлове кресте, као и vulva са структуром у форми буздована.
- Мужјак
- Женка

## Распрострањење и станиште
Северна Африка, Пиринејско полуострво, Апенинско полуострво, Балканско полуострво, Источна Европа, Турска, Блиски исток, јужна Русија, Казахстан, Авганистан, Пакистан, Индија.
Арбореална је врста. Насељава претежно отворене пропланке оивичене жбуновима у листопадним или цветлим четинарским шумама. Станишта по правилу насељавају бројне, нектаром богате биљке (Carduus, Cirsium, Centaureae).
Гусенице су зреле у мају. Хране се лишћем биљака из рода љубичица. Интегумент је црне боје, латерално маркиран светло смеђим пољима. Разгранати, оштри сколуси (трнолики израштаји који носе сете) заобилазе медиодорзалну регију. Медиодорзум је у форми двоструке, светло смеђе линије, прошаран паровима црвених поља. Вентрум је светао, а истичу се и широко оивичени црни спиракулуми.

## Сезона лета
Врста образује једну генерацију годишње, а адулти се срећу током јуна и јула.